# Детройт-техно
Детро́йт-те́хно або детройтське техно (англ. Detroit techno) — термін, який застосовується для позначення техно-музики в традиціях ранніх (1985–1995) техно-записів музикантів з Детройта, і тепер уже не обов'язково вказує на географічне «походження» музики. Відмінною рисою детройтського техно є використання в створенні цієї музики аналогових синтезаторів і ранніх драм-машин або ж, все частіше, цифрової емуляції характерного для цих інструментів звучання.